# Фудбалска репрезентација Етиопије
Фудбалска репрезентација Етиопије је фудбалски тим који представља Етиопију на међународним такмичењима и под контролом је Фудбалског савеза Етиопије.
На Афричком купу нација су учествовали десет пута. Етиопија, Египат и Судан су биле три репрезентације који су учествовали на првом Афричком купу нација 1957. године. На првом афричком првенству су освојили друго место.
На наредном првенству Афричком купу нација 1959. освојили су треће место. Афрички куп нација су освојили 1962. године.
Никада нису учествовали на Светском првенству.

## Резултати репрезентације

### Светско првенство
- 1930 до 1958 – Нису учествовали
- 1962 – Нису се квалификовали
- 1966 – Нису учествовали
- 1970 до 1986 – Нису се квалификовали
- 1990 – Нису учествовали
- 1994 – Нису се квалификовали
- 1998 – Нису учествовали
- 2002 до 2006 – Нису се квалификовали
- 2010 – Дисквалификовани
- 2014 до 2022 – Нису се квалификовали

### Афрички куп нација
- 1957 – 2. место
- 1959 – 3. место
- 1962 – Прваци
- 1963 – 4. место
- 1965 – Групна фаза
- 1968 – 4. место
- 1970 – Групна фаза
- 1972 до 1974 – Нису се квалификовали
- 1976 – Групна фаза
- 1978 до 1980 – Нису се квалификовали
- 1982 – Групна фаза
- 1984 – Нису се квалификовали
- 1986 – Повукли се
- 1988 – Повукли се у квалификацијама
- 1990 – Нису се квалификовали
- 1992 – Повукли се у квалификацијама
- 1994 до 1998 – Нису се квалификовали
- 2000 – Повукли се
- 2002 до 2008 – Нису се квалификовали
- 2010 – Дисквалификовани
- 2012 – Нису се квалификовали
- 2013 – Квалификовали се